# 테아 에레
테아 에레(Thea Ehre, 1999년 12월 19일 ~ )는 오스트리아의 배우이며, 트랜스여성이다. 2023년 영화 《밤의 끝까지》를 통해 베를린 영화제 은곰상 조연상을 수상했다.